# Лозанна (хокейний клуб)
ХК «Лозанна» (фр. Lausanne Hockey Club) — хокейний клуб з м. Лозанна, Швейцарія. Заснований у 1922 році і є одним з найстаріших клубів у Швейцарії. Виступає у чемпіонаті Швейцарії, Національна ліга А. Домашні ігри команда проводить на «Патінуа де Маллі» (8,000).

## Історія
Швейцарський хокейний клуб з Лозанни у кантоні Во (кантон). Клуб заснований в 1922 році.
Протягом перших 16 років свого існування, команда грала в Шале-а-Гобе, а потім переїхала в Монтшуазі, де вона об'єдналася в 1941 році з місцевою хокейною командою. З листопада 1949 року виступає в Національній лізі А, з перервами до 1961 року.
Наступні 17 років після цього команда провела в НЛВ. До вищого дивізіону повернулась у сезоні 1978/79 років, через три роки зайнявши останнє місце в чемпіонаті (сезон 1980/81) знову вилетіли до другого дивізіону. У 1984 році команда переїхала в недавно побудовану арену Патінуа де Маллі, який став їх новою домашнею ареною.  
1992 рік став для ХК «Лозанна» переломним, команда знаходилась в скрутному фінансовому становищі, але завдяки солідарності фанатів, клуб був врятований від банкрутства. У сезоні 1993/94, команда була в плей-оф за право грати в НЛА, але поступились у серії команді з Рапперсвіль-Йони 2:3. Та вже в наступномі сезоні переграли Грассгоппер 3:2 у серії і вийшли до Національної лігі А, що правда хокеїстам з Лозанни не вдалось закріпитись у вищому дивізіоні. 
Лише 2001 року команда змогла повернутись до НЛА. Там грали до 2005 року знаходячись ближче до зони вильоту, що зрештою і стало після сезону 2004/05 років.
У сезоні 2008/09 ХК «Лозанна» вп'яте стає чемпіоном NLB, проте в кваліфікації до Національної лігі А поступається ХК «Біль».
У сезоні 2012/13 клуб досяг своєї мети, повернення в Національну лігу А, в кваліфікації переміг Лангнау 4:2.
Сезон 2014/15 клуб поступився у чвертьфінальній серії СК «Берн» 3:4.

## Відомі гравці
- Жан-Жак Аешліманн
- Джессі Беланже
- Філіпп Бозон
- В'ячеслав Биков
- Джиммі Карсон
- Йонас Гіллер
- Андрій Башкіров
- Патріс Лефебр
- Їржі Новак
- Томас Естлунд
- Енді Роач
- Мартін Сан-Луї
- Марко Туомайнен
- Герд Зенхаусерн